# Lay It All on Me (Rudimental)
Lay It All on Me è un singolo del gruppo musicale britannico Rudimental, pubblicato il 25 settembre 2015 come quinto estratto dal secondo album in studio We the Generation.

## Descrizione
Penultima traccia dell'album, si tratta della seconda collaborazione del gruppo con Sheeran, con il quale avevano pubblicato il singolo Bloodstream nel mese di febbraio 2015. Secondo quanto dichiarato da Amir Amor durante un'intervista radiofonica a BBC Radio 1, il testo del brano «è relativo a come unirsi insieme [...] riguarda la fratellanza.»

## Pubblicazione
Un'anteprima del brano è stata resa disponibile per l'ascolto dai Rudimental il 25 settembre 2015 attraverso il proprio canale YouTube, venendo pubblicato per il download digitale poco dopo. Il 20 novembre dello stesso anno è stato pubblicato per il download digitale una versione contenente sette remix, tra cui uno realizzato da Robin Schulz, mentre il 4 dicembre dello stesso anno è stata pubblicata sia la versione CD che un'altra versione digitale contenente il remix del brano realizzato dai Cash Cash.

Il 14 dicembre il gruppo ha reso disponibile per l'ascolto attraverso SoundCloud una nuova versione del brano da loro remixata e che ha visto la partecipazione di Big Sean e Vic Mensa. Pubblicata per il download digitale il 25 dello stesso mese, i Rudimental stessi, riguardo al loro remix, hanno dichiarato:

## Video musicale
Il videoclip, girato interamente in bianco e nero, è stato pubblicato il 6 novembre 2015 attraverso il canale YouTube del gruppo. Incentrato sui sentimenti dello spettro emotivo, nel video vengono mostrati, oltre ai componenti del gruppo e a Sheeran, varie figure, tra cui due militari, una ballerina e una banconota da 100 dollari in fiamme, accompagnate da varie parole in sovraimpressione, come "Brotherhood", "Life", "Struggle" e "Expression". Il 19 dello stesso mese il gruppo ha reso disponibile per la visione il making of del video.
L'8 gennaio 2016 i Rudimental hanno pubblicato attraverso YouTube il videoclip della versione acustica, registrata insieme al cantante britannico Will Heard.

## Tracce
Testi e musiche di Amir Amor, Kesi Dryden, Piers Aggett, Leon Rolle, James Newman, John Harris e Ed Sheeran.
Download digitale, CD promozionale (Francia, Paesi Bassi)
1. Lay It All on Me (feat. Ed Sheeran) – 4:02

Download digitale – The Remixes
1. Lay It All on Me (feat. Ed Sheeran) (Robin Schulz Remix) – 6:21
2. Lay It All on Me (feat. Ed Sheeran) (Eats Everything Remix) – 6:34
3. Lay It All on Me (feat. Ed Sheeran) (Sultan + Shepard Remix) – 5:36
4. Lay It All on Me (feat. Ed Sheeran) (Denney Remix) – 7:45
5. Lay It All on Me (feat. Ed Sheeran) (Lord Leopard Remix) – 4:05
6. Lay It All on Me (feat. Ed Sheeran) (Taurus Riley Remix) – 3:56
7. Lay It All on Me (feat. Ed Sheeran) (Calyx & TeeBee Remix) – 3:57

Download digitale – Cash Cash Remix
1. Lay It All on Me (feat. Ed Sheeran) (Cash Cash Remix) – 5:03

CD singolo (Europa)
1. Lay It All on Me (feat. Ed Sheeran) (Radio Mix Edit) – 3:30
2. Lay It All on Me (feat. Ed Sheeran) (Robin Schulz Remix Radio Edit) – 3:37

Download digitale – Rudi VIP Mix
1. Lay It All on Me (feat. Big Sean, Vic Mensa & Ed Sheeran) (Rudi VIP Mix) – 4:00

## Formazione
Gruppo
- Amir Amor – programmazione della batteria, chitarra, cori
- Piers Aggett – pianoforte, sintetizzatore, cori
- Kesi Dryden – strumenti ad arco, basso, cori
- Leon "Locksmith" Rolle – percussioni, tastiera, cori

Altri musicisti
- Ed Sheeran – voce
- James Newman – cori
- Anne-Marie – cori
- Raphaella – cori
- Mike Spencer – programmazione aggiuntiva
- Wez Clarke – programmazione aggiuntiva
- Mark Crown – tromba

Produzione
- Rudimental – produzione
- Ben "Freeze" Humphreys – produzione aggiuntiva
- Wez Clarke – missaggio
- Mike "Spike" Stent – assistenza missaggio

## Classifiche

### Classifiche settimanali
| Classifica (2015/16)                 | Posizione massima |
| ------------------------------------ | ----------------- |
| Australia                            | 7                 |
| Austria                              | 23                |
| Belgio (Fiandre)                     | 47                |
| Belgio (Vallonia)                    | 24                |
| Canada                               | 29                |
| Danimarca                            | 26                |
| Germania                             | 31                |
| Irlanda                              | 5                 |
| Italia                               | 17                |
| Norvegia                             | 38                |
| Nuova Zelanda                        | 5                 |
| Paesi Bassi                          | 43                |
| Polonia                              | 20                |
| Portogallo                           | 18                |
| Regno Unito                          | 12                |
| Repubblica Ceca                      | 9                 |
| Slovacchia                           | 11                |
| Slovenia                             | 11                |
| Spagna                               | 83                |
| Stati Uniti                          | 48                |
| Stati Uniti (adult contemporary)     | 24                |
| Stati Uniti (adult top 40)           | 11                |
| Stati Uniti (dance club)             | 38                |
| Stati Uniti (dance/mix show airplay) | 13                |
| Svezia                               | 17                |
| Svizzera                             | 26                |
| Ungheria (download)                  | 24                |
| Ungheria (streaming)                 | 12                |

### Classifiche di fine anno
| Classifica (2015) | Posizione |
| ----------------- | --------- |
| Australia         | 77        |
| Regno Unito       | 93        |
| Ungheria          | 58        |
| Classifica (2016) | Posizione |
| Italia            | 92        |
| Ungheria          | 75        |